# 低層建築物
低層建築物（ていそうけんちくぶつ）は、高さによって建築物を区分する際の一区分で、一般に1階（平屋）及び2階建ての建築物を指すが、3階建てを含めることもある。低層建築物より高さが高い建築物は、順に中層建築物、高層建築物と呼ばれる。

## 定義
建設省が1995年に策定した「長寿社会対応住宅設計指針」（建設省住備発第63号）においては、「6階以上の高層住宅にはエレベーターを設置するとともに、できる限り3-5階の中層住宅等にもエレベーターを設ける。」と規定されているので、1-2階の建築物が低層建築物であると解釈することができる。
一方、建築基準法第55条では、第一種低層住居専用地域及び第二種低層住居専用地域における建築物の高さの制限を10 mまたは12 mとしており、この制限内であれば3-4階建ての建築も可能である。
都市計画法施行令第6条第1項第7号では、一団地の住宅施設の都市計画については、住宅の低層、中層又は高層別の予定戸数を定めることとされているが、低層、中層、高層の定義はない。